# Ferry Graf
Ferry Graf (* 14. Dezember 1931 in Ternitz; † 26. Juli 2017 in Jyväskylä, Finnland) war ein österreichischer Sänger und später finnischer Staatsbürger.

## Werdegang
Der in Niederösterreich geborene Ferry Graf hatte bereits kleinere Auftritte absolviert, bevor er 1959 vom ORF ausgewählt wurde, Österreich beim Eurovision Song Contest in Cannes zu vertreten. Mit dem ungewöhnlichen, von Norbert Pawlicki komponierten und Günther Leopold getexteten Schlager Der k. und k. Kalypso aus Wien trat er gegen zehn weitere Teilnehmer an. Das Lied ist eine Mischung aus Calypso und dem damals populären Chanson. In dem Lied geht es um den k. und k. Kalypso aus Wien, in dem man „hier und da auch Strauss-Melodien spüren kann“ und der „nicht aus Ecuador, nicht aus Spanien und auch nicht aus Mexiko, sondern aus Wien kommt.“ Außerdem kommt in dem Lied auch Jodeln vor. Graf erreichte damit vier Punkte – zwei aus Schweden, einem aus der Schweiz und einem aus Monaco – und kam auf den neunten Platz. Obwohl der Titel als Single veröffentlicht wurde, war er kein kommerzieller Erfolg.
In den Jahren nach seiner Teilnahme hatte Graf noch einige Auftritte im österreichischen und deutschen Fernsehen, so unter anderem 1969 bei der ZDF-Hitparade, konnte aber keine größeren Erfolge verzeichnen. In den 70er Jahren zog er nach Finnland, wo er seine eigene Band gründete, die sich musikalisch auf Hillbilly sowie auf deutsche Cover-Versionen von Elvis-Klassikern ausrichtete. Die Gruppe war mit Live-Auftritten sehr erfolgreich. Ferry Graf hatte mittlerweile die finnische Staatsbürgerschaft angenommen und wohnte in Jyväskylä.